# Короґо
Короґо, Корхого (фр. Korhogo) — місто на заході Кот-д'Івуару, адміністративний центр округу Саван, регіону Поро та однойменного департаменту, п'яте за величиною місто країни та найбільше в північній частині Кот-д'Івуар.. Місто є столицею народності Сенуфо.

## Географія
Короґо знаходиться в центральній частині округу Саван, на захід від річки Бандама (є найдовшою річкою в країні), на відстані приблизно 295 кілометрів на північ від столиці країни Ямусукро. Висота над рівнем моря — 380 м. У місті є великий ринок, кінотеатр, мечеть.

### Клімат
Місто знаходиться у зоні, котра характеризується кліматом тропічних саван. Найтепліший місяць — лютий із середньою температурою 29.4 °C (85 °F). Найхолодніший місяць — серпень, із середньою температурою 25 °С (77 °F).
| Клімат Короґо           | Клімат Короґо | Клімат Короґо | Клімат Короґо | Клімат Короґо | Клімат Короґо | Клімат Короґо | Клімат Короґо | Клімат Короґо | Клімат Короґо | Клімат Короґо | Клімат Короґо | Клімат Короґо | Клімат Короґо |
| Показник                | Січ.          | Лют.          | Бер.          | Квіт.         | Трав.         | Черв.         | Лип.          | Серп.         | Вер.          | Жовт.         | Лист.         | Груд.         | Рік           |
| Абсолютний максимум, °C | 37            | 40            | 42            | 42            | 37            | 38            | 37            | 32            | 34            | 38            | 37            | 38            | 42            |
| Середній максимум, °C   | 32            | 34            | 34            | 33            | 31            | 30            | 28            | 27            | 28            | 30            | 32            | 31            | 31            |
| Середня температура, °C | 27            | 29            | 29            | 29            | 27            | 26            | 25            | 25            | 25            | 26            | 27            | 26            | 27            |
| Середній мінімум, °C    | 21            | 23            | 25            | 25            | 23            | 22            | 22            | 22            | 22            | 22            | 22            | 20            | 22            |
| Абсолютний мінімум, °C  | 12            | 16            | 18            | 18            | 20            | 18            | 18            | 18            | 18            | 18            | 13            | 8             | 8             |
| Норма опадів, мм        | 10            | 10            | 50            | 70            | 110           | 140           | 180           | 230           | 190           | 70            | 30            | 10            | 1100          |
| Днів з опадами          | 0             | 1             | 4             | 5             | 7             | 9             | 12            | 13            | 11            | 7             | 2             | 0             | 71            |
| Днів з дощем            | 0             | 1             | 4             | 5             | 7             | 9             | 12            | 13            | 11            | 7             | 2             | 0             | 71            |
| Вологість повітря, %    | 35            | 35            | 50            | 65            | 75            | 80            | 85            | 85            | 85            | 80            | 65            | 45            | 65.4          |
| ----------------------- | ------------- | ------------- | ------------- | ------------- | ------------- | ------------- | ------------- | ------------- | ------------- | ------------- | ------------- | ------------- | ------------- |
| Джерело: Weatherbase    |               |               |               |               |               |               |               |               |               |               |               |               |               |

## Населення
За даними перепису 2014 року чисельність населення міста становила 286 071 осіб[1]. У місті мешкають переважно представники народів сенуфо та малінке.
Динаміка чисельності населення міста за роками:
| 1922  | 1965   | 1975   | 1988    | 1998    | 2010    | 2014    |
| ----- | ------ | ------ | ------- | ------- | ------- | ------- |
| 4 978 | 24 000 | 45 250 | 109 655 | 142 039 | 225 547 | 286 071 |

## Економіка
Основою сферою зайнятості населення міста є сільське господарство. Навколишні території міста займають значні площі, відведені для сільського господарства. В околицях міста вирощують маніок, какао, пшоно, кукурудзу, арахіс, ямс, рис, бавовну та інші культури. Населення займається розвеленням вівців та кіз.
У Короґо процвітають народні промисли. Місцеві ремісники виготовляють дерев'яні маски, вироби з металу, плетуть кошики.

## Транспорт
На південному сході від міста розташоване невелике однойменне летовище (ICAO: DISG, IATA: SEO), яке приймає тільки внутрішні рейси.